# Upplands runinskrifter 281B
Upplands runinskrifter 281B är en vikingatida rent ornamental ristning på ett stenblock i Smedby, Hammarby socken och Upplands Väsby kommun. U 281B är ett fragment av ett runstensblock som är 0,7 meter högt, 1 meter långt och 0,9 meter brett. På ovansidan finns en figurativ slinga. Slingan är mycket grunt huggen. Enligt Runverket återfanns ristningen 1963. Stenen står mellan ristningarna U 280 och U 281.